# Lubsko (stacja kolejowa)
Lubsko – ogólnodostępna bocznica szlakowa i przystanek osobowy (dawniej stacja kolejowa) w Lubsku, w województwie lubuskim, w Polsce.
Dworzec kolejowy zbudowany w 1846 roku, na trasie  Kolei Dolnośląsko-Marchijskiej,  jest najstarszym dworcem kolejowym w województwie lubuskim.